# سفر غریب
سفر غریب فیلمی به کارگردانی  و نویسندگی ایرج صغیری ساختهٔ سال ۱۳۶۶ است.

## بازیگران
- علی قربانی
- منوچهر بهروزیان
- عباس جوادی
- جواد تلیان
- محمدرضا بازدرهوا
- غلامرضا فیروزفر
- محسن مکاری
- سیدنجف کازرونی
- علی غلامی
- محمدمهدی شاه محمدی
- مراد ماندگار
- حمید باغکی
- ابراهیم تمهید
- حسین مرزوقی
- اصغر شفیعیان
- کوروش زنگوئی
- خلیل چراغ زاده
- محسن خرمایی پور
- حسین اسماعیلی
- محمدجعفر بهبهانی
- پرویز دریایی
- محمدرضا حق پرست
- غلامرضا ملاح زاده
- سعید چراغ زاده
- رمضان امیری
- غلامحسین رجبعلی زاده
- حسین دریانورد
- احمد شریفی